# Perche (unité)
 (janvier 2019).
Si vous disposez d'ouvrages ou d'articles de référence ou si vous connaissez des sites web de qualité traitant du thème abordé ici, merci de compléter l'article en donnant les références utiles à sa vérifiabilité et en les liant à la section « Notes et références ».
Pour les articles homonymes, voir Perche.
La perche est une ancienne mesure de longueur, généralement de dix à vingt-deux pieds, ou de superficie ; dans ce cas, il s'agit d'une perche carrée, le mot « carrée » étant souvent sous-entendu.
La perche fut la mesure principale des arpenteurs.

## Valeurs des mesures

### Longueurs

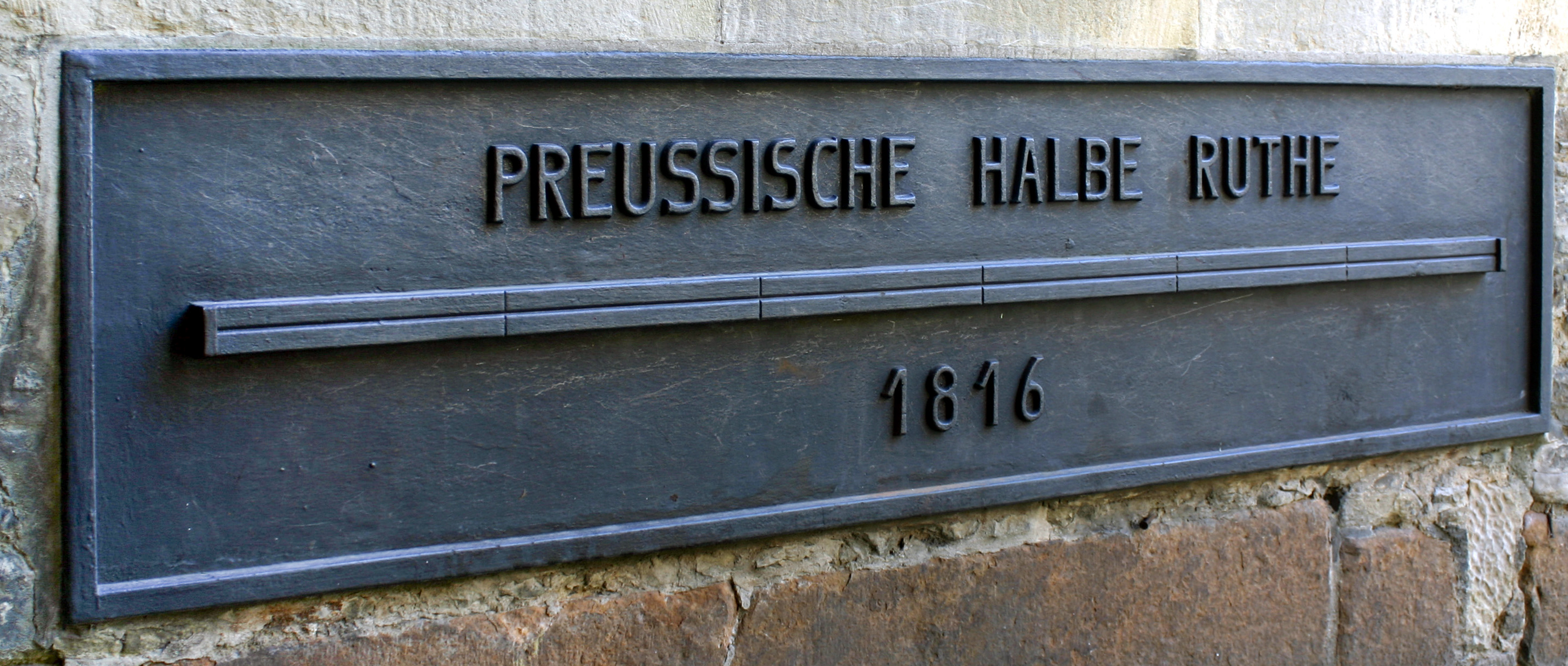
Étalon d'une demi-perche prussienne de six pieds.

- La perche romaine, ou pertica, valait 10 pieds, soit environ 3 mètres (2 963,52 mm exactement).
- La perche allemande pouvait valoir 12 ou 16 pieds, soit environ 3,6 ou 4,8 mètres.
- La perche anglo-saxonne vaut 16½ pieds (= 5½ verges ou yards), soit environ 5 mètres.

En France :
- la perche du Roi de France valait 18 pieds, soit plus de 5,8 mètres ;
- la perche ordinaire valait 20 pieds, soit environ 6,5 mètres ;
- la perche d'arpent (ou « des eaux et forêts ») valait 22 pieds, soit plus de 7,1 mètres.

### Surfaces
- La perche carrée du Roi valait 18 pieds de côté (= 324 pieds carrés), soit environ 34,2 mètres carrés.
- La perche carrée ordinaire valait 20 pieds de côté (= 400 pieds carrés), soit environ 42,2 mètres carrés.
- La perche carrée d'arpent (dite « des eaux et forêts ») valait 22 pieds de côté (= 484 pieds carrés), soit la moitié d'un are (cent perches carrées, c'est un arpent carré ou un acre), soit environ 51,1 mètres carrés ; cette perche était celle des arpenteurs.
- En pays rémois 1 jour = 4 perches = 16 hommées = 160 verges = 3 200 pieds = 50,724 ares[1]